# Sân vận động Độc lập (Jamaica)
Sân vận động Độc lập (tiếng Anh: Independence Park) là một khu liên hợp thể thao và văn hóa ở Kingston, Jamaica, được xây dựng cho Đại hội Thể thao Đế quốc Anh và Khối Thịnh vượng chung 1966. Khu liên hợp bao gồm rất nhiều cơ sở thể thao. Một bức tượng của Bob Marley đánh dấu lối vào khu liên hợp.. Địa điểm thể thao chính tại khu liên hợp là Sân vận động Quốc gia.

## Sân vận động quốc gia
Sân vận động Quốc gia chủ yếu được sử dụng cho bóng đá (là sân nhà của Liên đoàn bóng đá Jamaica) nhưng cũng được coi là sân nhà của giải vô địch điền kinh ở Tây Ấn và cũng là sân nhà của đội tuyển điền kinh quốc gia Jamaica cho Thế vận hội và Đại hội Thể thao Khối Thịnh vượng chung.
Sân được xây dựng cho Đại hội Thể thao Trung Mỹ và Caribe 1962, trong đó đây là sân vận động chính tổ chức lễ khai mạc và bế mạc, các giải đấu điền kinh và đua xe đạp. Sân cũng được tổ chức làm chủ nhà của Đại hội Thể thao Đế quốc Anh và Khối Thịnh vượng chung 1966. Sân có sức chứa 35.000 người.
Cơ sở vật chất bao gồm:
- Một đường chạy 400m đạt tiêu chuẩn của IAAF (đường chạy nóng lên ở phía đông sân vận động chính gần đây đã được cải tạo để tạo ra một đường chạy đẳng cấp thế giới thứ hai)
- Một sân vận động bê tông dài 500m bao quanh đường chạy
- Một sân bóng đá đạt tiêu chuẩn của FIFA
- Một trung tâm truyền thông
- 11 phòng điều hành và một ghế hoàng gia.

Một bức tượng của người dành huy chương vàng Olympic Don Quarrie được đặt ở lối vào sân vận động.
Những bức tượng khác trong khu liên hợp bao gồm những bức tượng của Arthur Wint, Herb McKenley và Merlene Ottey.

## Bể bơi kích thước Olympic
Các bể bơi được xây dựng để tổ chức các sự kiện dưới nước của Đại hội Thể thao Trung Mỹ và Caribe 1962. Bể bơi chính đã được tu sửa để tổ chức Đại hội Thể thao Đế quốc Anh và Khối Thịnh vượng chung 1966, trong đó khoảng cách phải được tính bằng thước so với mét. Nó hiện có sức chứa 8.500 chỗ ngồi.

## Đấu trường quốc gia
Đấu trường Quốc gia được xây dựng để tổ chức các môn thi đấu cử tạ và đấu vật của Đại hội Thể thao Đế quốc Anh và Khối Thịnh vượng chung 1966. Nó có sức chứa 6.000 người và được khai trương vào năm 1963.
Hiện nay nó được sử dụng cho một loạt các hoạt động bao gồm các giải đấu thể thao (bóng lưới, bóng bàn, v.v.), triển lãm thương mại, triển lãm hoa, các cuộc thi ca khúc và trang phục lễ hội quốc gia và tang lễ nhà nước. Bob Marley & The Wailers đã biểu diễn ở đó trong năm 1975. Lễ hội Ý thức Thanh niên 1982 đã tổ chức Bunny Wailer, Peter Tosh, và Jimmy Cliff.

## Khu liên hợp thể thao trong nhà quốc gia
Khu liên hợp thể thao trong nhà quốc gia được xây dựng liền kề với Đấu trường Quốc gia để tổ chức Giải vô địch bóng lưới thế giới 2003. Nó có sức chứa 6.000 người và mở cửa vào năm 2002. Nó cũng được sử dụng để tổ chức các sự kiện như tiệc tùng, biểu diễn thời trang cũng như các môn thể thao khác như bóng rổ.

## Sân bóng lưới Leila Robinson
Đây là những sân bóng lưới ngoài trời nằm giữa sân bóng rổ và khu liên hợp bơi lội. Nó được đặt theo tên của Leila Robinson, huấn luyện viên và là người quản lý đầu tiên cho các Cô gái Ánh Dương. Nó đã trải qua quá trình cải tạo từ cuối năm 2014 đến năm 2015 ở nơi tổ hợp, nơi tổ chức bốn sân bóng lưới, đã có một sự thay đổi lớn bao gồm một bề mặt màu đỏ và màu xanh biển mới được phê duyệt ISO, thay thế bề mặt cao su lỗi thời cũng như làm mới khán đài nằm ở phía bên phải của khu liên hợp, nơi dành cho người khuyết tật. Việc cải tạo có giá trị lên tới 23 triệu đô la Mỹ.

## Học viện Thể thao
Học viện Thể thao (INSPORTS) được thành lập năm 1978 bởi Chính phủ Jamaica để thúc đẩy sự phát triển thể thao ở cấp quốc gia. Nó nằm bên cạnh Đấu trường Quốc gia. Tòa nhà gồm có Hiệp hội bóng bàn và bóng chuyền Jamaica ở tầng dưới cùng; Hiệp hội bóng lưới Jamaica, Thế vận hội đặc biệt và bóng rổ (JABA) trên tầng hai; và Học viện Thể thao ở tầng cao nhất.

## Sân vận động
Đây là những sân bóng rổ ngoài trời nằm bên cạnh Sân bóng lưới Leila Robinson. Khu liên hợp có hai sân bóng rổ với các khán đài ở bên trái khu liên hợp.